# Olympiska sommarspelen 1964
Olympiska sommarspelen 1964 var de artonde moderna olympiska spelen och hölls i Tokyo i Japan mellan den 10 oktober och den 24 oktober 1964. De var de första spelen som genomfördes i ett asiatiskt land, och värdnationen Japan fick goda vitsord för ett utomordentligt organiserande.

## Arrangemang

### Inbjudningar, bojkotter
Sydafrika blev ej inbjudet på grund av apartheidsystemet. Landet var uteslutet från OS-deltagande fram till återkomsten 1992.
Indonesien och Nordkorea bojkottade spelen. Detta skedde eftersom IOK ej ville förbjuda Israel och Taiwan att delta i tävlingarna.

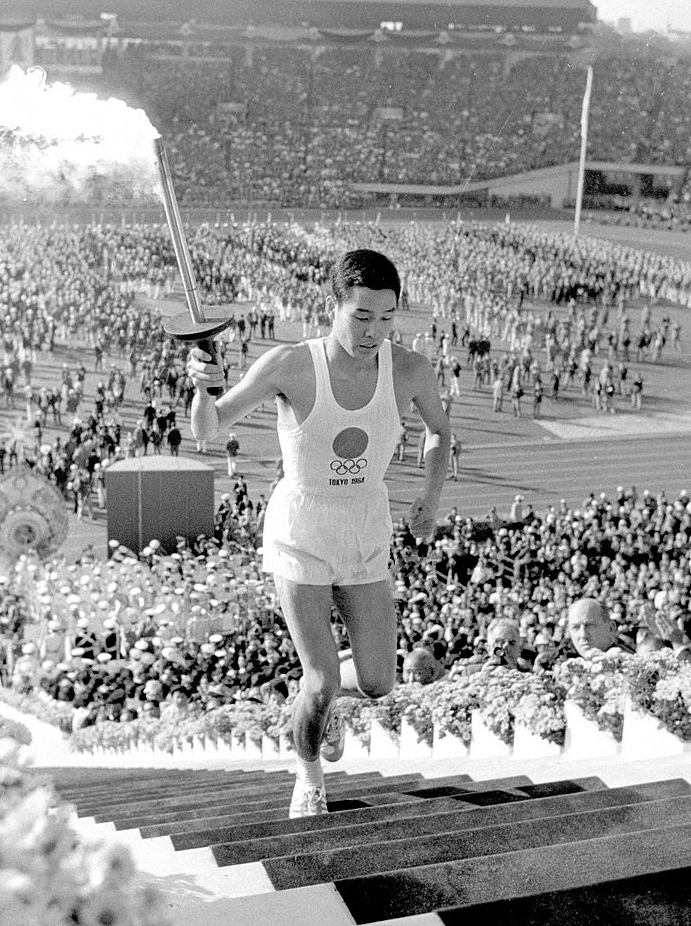
Yoshinori Sakai med den olympiska facklan på Olympiastadion i Tokyo 1964.

### Arenor och invigning
Huvudarena för tävlingarna var Olympiastadion i Tokyo. Anläggningen hade dock redan varit i bruk i sju års tid, eftersom den byggts inför Asiatiska spelen 1958. Totalt arrangerades tävlingar vid 30 olika arenor och tävlingsanläggningar i fem olika prefekturer – Tokyo, Saitama, Kanagawa, Nagano och Chiba.
Detta var sista gången man sprang på kolstybbsbanor under löpgrenarna; vid 1968 års sommar-OS användes tartanbeläggning på banorna. Det var också sista gången de officiella målgångarna klockades med manuell tidtagning. Däremot var det första gången vid ett OS som stavhopparna nyttjade stavar av glasfiber.
Den olympiska elden tändes av Yoshinori Sakaï. Han föddes 6 augusti 1945, det vill säga den dag då atombomben fälldes över Hiroshima.
Under OS arrangerades tävlingar i 163 grenar.

### Bedrifter och överraskningar
Den ryska gymnasten Larisa Latynina fyllde på sitt lager av olympiska medaljer med ytterligare sex. Efter spelen i Tokyo var den sammanlagda skörden nio guld-, fem silver- och fyra bronsmedaljer, alltså totalt 18. Detta var det mesta för någon OS-idrottare fram till Michael Phelps i London 2012.
Věra Čáslavská, Tjeckoslovakien samlade på sig fyra guldmedaljer i gymnastik.
Den främste manlige deltagaren resultatmässigt var den amerikanske simmaren Don Schollander, som erövrade fyra guld.
Abebe Bikila, Etiopien, var den förste maratonlöparen att ta guld för andra gången. Han upprepade här sin bedrift från OS i Rom 1960.
Peter Snell, Nya Zeeland, vann både 800 m och 1500 m i friidrott.
I Tokyotävlingarna fanns också ett antal tävlande, som erövrade medalj för minst tredje gången i rad. Dessa var:
- Vjatjeslav Ivanov, rysk roddare, tredje raka segern i single-sculler.
- Dawn Fraser, australisk simmare, tredje raka segern på 100 m fritt.
- Al Oerter, amerikansk diskuskastare, tredje raka segern.
- Dezső Gyarmati, ungersk vattenpolospelare, femte gången i rad.
- Imre Polyák, ungersk brottare, äntligen guld efter tre raka silver.[2]

Ungern, vinnare av sabelfäktningens lagtävling sju gånger i rad 1928–1960, förlorade semifinalen mot Italien, 7–9, och tog inte ens medalj. Italienarna förlorade sedan finalen mot Sovjet, 6–9.
Den första Fair Play-trofén i olympiska sammanhang utdelades till de båda svenska seglarna Lars Gunnar och Stig Lennart Käll. De avbröt sin segling för att undsätta två andra tävlande, vars båt sjunkit.

### Arrangörslandets deltagande
Arrangörslandet Japans OS-trupp bestod av 437 personer, av vilka 294 var manliga idrottare, 61 kvinnliga idrottare och 82 var funktionärer. OS-truppen var dubbelt så stor som den man skickat till OS i Rom fyra år tidigare. Japan vann totalt 16 guld, 5 silver och 8 brons och placerade sig trea i medaljtabellen, efter USA och Sovjetunionen.

## Nya grenar
Judo och volleyboll gjorde olympisk premiär, och båda sporterna var arrangörslandet Japan framgångsrikt. Damvolleybollfinalen mellan Japan och Sovjetunionen (där Japan segrade med setsiffrorna 3–0) besågs av 85 procent av Japans TV-tittare.
Helena "Lana" Dupont blev första kvinna att delta i ridsportens fälttävlan.

## Sporter
| - Basket - Boxning - Brottning - Cykling - Fotboll - Friidrott - Fäktning |  | - Gymnastik - Judo - Kanotsport - Landhockey - Modern femkamp - Ridsport - Rodd |  | - Segling - Simhopp - Simning - Skytte - Tyngdlyftning - Vattenpolo - Volleyboll |

## Deltagande nationer
Totalt deltog 94 länder i spelen 1964. Algeriet, Dominikanska republiken, Elfenbenskusten, Kamerun, Kongo, Madagaskar, Malaysia, Mali, Mongoliet, Nepal, Niger, Nordrhodesia (som blev självständigt som Zambia samma dag som avslutningsceremonin), Senegal, Tanzania (som Tanganyika) och Tchad debuterade vid dessa spel.
Även Libyen ställde upp för första gången. Landet drog sig dock ur under spelen före tävlingsstart, och därmed var det endast 93 länder som faktiskt tävlade. Västtyskland och Östtyskland deltog i ett gemensamt lag kallat Tysklands förenade lag mellan 1956 och 1964.
Totalt deltog 5151 idrottare under tävlingarna. Dessa fördelades mellan 678 kvinnor och 4473 män.
| - Afghanistan - Algeriet - Argentina - Australien - Bahamas - Belgien - Bermuda - Bolivia - Brasilien - Brittiska Guyana - Bulgarien - Burma - Ceylon - Chile - Colombia - Costa Rica - Danmark - Dominikanska republiken - Elfenbenskusten - Etiopien - Filippinerna - Finland - Frankrike - Förenade arabrepubliken | - Ghana - Grekland - Hongkong - Indien - Iran - Irak - Irland - Israel - Italien - Island - Jamaica - Japan - Jugoslavien - Kambodja - Kamerun - Kanada - Kenya - Kongo-Brazzaville - Kuba - Libanon - Liberia - Libyen - Liechtenstein - Luxemburg | - Madagaskar - Malaysia - Mali - Marocko - Mexiko - Monaco - Mongoliet - Nepal - Nederländerna - Nederländska Antillerna - Niger - Nigeria - Nordrhodesia - Norge - Nya Zeeland - Pakistan - Panama - Peru - Polen - Portugal - Puerto Rico - Republiken Kina - Rumänien | - Schweiz - Senegal - Sovjetunionen - Spanien - Storbritannien - Sverige - Sydkorea - Sydrhodesia - Sydvietnam - Tanganyika - Tchad - Thailand - Tjeckoslovakien - Trinidad och Tobago - Tunisien - Turkiet - Tyskland - Uganda - Ungern - Uruguay - USA - Venezuela - Österrike |

## Medaljfördelning
| Plac. | Land            | Guld | Silver | Brons | Totalt antal medaljer |
| ----- | --------------- | ---- | ------ | ----- | --------------------- |
| 1     | USA             | 36   | 26     | 28    | 90                    |
| 2     | Sovjetunionen   | 30   | 31     | 35    | 96                    |
| 3     | Japan           | 16   | 5      | 8     | 29                    |
| 4     | Tyskland        | 10   | 22     | 18    | 50                    |
| 5     | Italien         | 10   | 10     | 7     | 27                    |
| 6     | Ungern          | 10   | 7      | 5     | 22                    |
| 7     | Polen           | 7    | 6      | 10    | 23                    |
| 8     | Australien      | 6    | 2      | 10    | 18                    |
| 9     | Tjeckoslovakien | 5    | 6      | 3     | 14                    |
| 10    | Storbritannien  | 4    | 12     | 2     | 18                    |